# 国家の船
国家の船（こっかのふね、英語: Ship of State）は、プラトンが『国家』第6巻の中で用いた、現実国家を船にたとえた比喩表現。国家を船に譬える比喩表現は、他に『エウテュデモス』（291D）などでも見られる。

## 内容
『国家』の第6巻において、ソクラテスがアデイマントスと対話する中で、世間で「哲学無用論」が主張される背景を説明するくだりでこの比喩が登場する（488A-489D）。
ソクラテスが国家を一隻の船にたとえる。その支配者である船主は、耳も遠く、目も悪く、船に関する知識もあまりないので船を操縦することができない。
彼の周りには水夫たちがいて、舵取りの座を巡って互いに争っている。しかし彼らはかつて舵取りの技術を学んだこともなく、それを自分に教えた先生を示すことも、いつ学んだかも言うことができない。それどころか舵取り技術はそもそも教授不可能だと主張する。
こうして船主の周りに群がっている水夫たちは、船主に何とかして自分に舵をまかせるようにと、あらゆる手段を尽くす。自分たちの説得がうまくいかず、船主が他の人々の言うことを聞くようなことがあれば、その人々を殺したり、船外に放り出してしまったりもする。そして睡眠薬、酒、その他の手段を使い、人の良い船主を動けなくした上で、船の支配権を握り、船の物資を勝手に使ったり、飲めや歌えの大騒ぎをしながら、その連中の船の動かし方で航海をして行く。
さらに水夫たちは、自分たちが船主を説得や強制して支配権を握ることに関して腕の立つ者のことを、真の船乗り、舵取りに長じた者、船に関する知識を持った男だと賞賛し、そうでない者を役立たずだと非難する。
ほんとうの舵取り、真の意味で船を支配するだけの資格を身につけようとするならば、年や季節、空・星々・風、その他この技術に関わりのある全てのことを注意深く研究しなければならないことが、彼らにはわからない。またそうした真の操舵術をひとつの技術や修練のかたちで身につけることが可能だとは考えない。
船がこのような状況にあると、ほんものの舵取りは水夫たちから「星を見つめる男」「いらぬ議論にうつつを抜かす男」などと呼ばれ、役に立たずの扱いを受ける。
ソクラテスは、真の哲学者に対する国家の態度もこれと似ており、哲学者たちが国の中で尊敬されてないことを不思議がる人には、この比喩を教えて納得させてほしいと言う。